# Asplenium mosetenense
Asplenium mosetenense är en svartbräkenväxtart som beskrevs av M. Kessler. Asplenium mosetenense ingår i släktet Asplenium och familjen Aspleniaceae. Inga underarter finns listade.